# Якопо даль Верме
Якопо даль Верме (італ. Jacopo Dal Verme; 1350 — 12 лютого 1409) — середньовічний італійський військовий діяч, кондотьєр. Відрізнявся чесністю та  вірністю сеньйорові, на службі якого перебував в конкретний момент. Сеньйор Аспаретто, Боббіо, Валь-Тідоне, Буссето, Каневіно, Фортунаго, Гардоне Валь-Тромпія, Монгуццо, Ногароле Рокка, Пекорара, П'єве ді Інкіно, Повільо, Рівергаро, Сангуїнетто, Романьєзе, Романьєньо, Романьєс, Требекко, Цаваттарелло.

## Життєпис
Походив з веронського шляхетського роду даль Верме. Син Лукіно даль Верме, кондотьєра насліжбіроду Скалігерів, та Якопи ді Бонетто де Мальвезіні. Народився 1350 року у Вероні. Розпочав свою військову кар'єру в 1366 році під орудою Альберіко да Барбіано. З 1368 року був кондотьєром Кансіньоріо делла Скала.
1370 року був найнятий Бернабо Вісконті, сеньйором Мілану. Того ж року посвячений в лицарі Федеріко II, маркізом Салуццо. 1372 року намагався захопити Асті в маркіза Монферратського, але відступив перед військом Амедея VI, графа Савойї. 1377 року був у складі посольства до папи римського Григорія XI, що перебував в Авіньйоні. 1378 року після завершення контракту з Вісконті перейшов на службу до Бартоломео II делла Скала. Воював проти міланського сеньйора. Потім відбив напад венеційського кондотьєра Джакомо Кавалі. За це отримав сеньйорії Аспаретто і Сангуїнетто. 1379 року найнятий Джан Галеаццо Вісконті, співсеньйором Мілану, для війни проти Джованні III Палеолога, маркиза Монферрато. Отримав сеньйорію Валь-Тідоне за замками П'янелло-Валь-Тідоне, Боргоново-Валь-Тідоне і Рокко д'Олгісіо. Захопив в Монферрато місто і замок Асті.
1381 року домігся визнання новим маркізом Монферратським Теодоро II своїм регентом Джан Галеаццо Вісконті. За цей дипломатичний успіх даль Верме отримав 2 великі сеньйорії з 7 феодами. 1384 року отримав від Роберто Ланфранчі, єпископа Боббіо, низку замків. Натомість повинен був сплачувати 113 імператорських лір щорічно. 1385 року брав участь у поваленні Бернабо Вісконті. 1387 року намагався захопити володіння Піно II Орделаффі, сеньйора Форлі, проте марно. 1388 року на чолі міланських військ даль Верме захопив Падую, відмовившись від коштів Фраческо Новелло де Карарра, сеньйора останньої, який бажав підкупити даль Верме. При цьому домігся не втручання Венеції. Натомість після захоплення місто Тревізо, що належало роду Каррара, передав його Венеційській республіці. Натомість отримав палац Каррара — Сан-Поло — в м. Венеція і увійшов до переліку венеціанських нобілів.
1391 року влаштував пастку та переміг в битві біля Алессандрії військо Жана III, графа Арманьяка, що намагався допомогти Карло Вісконті, сеньйору Парми, якого захопив Джан Галеаццо Вісконті. У 1397 році під час війни між Міланом та Мантуєю, захопив міста Боргофорте та Говерноло. Але невдовзі зазнав поразки від Карло Малатеста.
1401 року очолював військо у війні Мілану проти Болоньї. 1402 року разом з Альберіко да Барбіано у битві біля Касалеккіо завдав поразки Джованні I Бентівольйо, сеньйору Болоньї. В результаті останній загинув, а Болонью приєднано до Міланського герцогства. 1403 року після смерті герцога Джа Галеаццо Вісконті даль Верме вимушений був повернути Болонью роду Бентівольйо.
Залишився на службі наступного міланського герцога Джованні Марія Вісконті. 1404 року переміг посталого кондотьєра Фачіно Кане. Але через погану вдачу герцога 1407 року перейшов на службу до Венеційської республіки. Помер у Венеції 1409 року. Його син Луїджі даль Верме також був кондотьєром.

## Родина
Був двічі одружений. Спочатку на представниці впливового флорентійського роду Убальдіні, потім з Франческою Бранкалеоні. Мав 3 дітей: Луїджі (1390—1449), графа Сангуїнетто, Боббіо і Вогера; П'єрантоніо (д/н—1449); Антоніо (д/н—1449), подусту Болоньї.